# Pierre Castilhon
Pierre Castilhon est un homme politique français né le 1er janvier 1746 à Sète (Hérault) et décédé le 3 mai 1804 à Largentière (Ardèche).
Négociant à Sète, maire de la ville et commandant de la garde nationale. Il est élu député de l'Hérault à la Convention, votant pour la réclusion de Louis XVI. Il passe au Conseil des Anciens le 21 vendémiaire an IV. Il sort du conseil en 1797 et devient inspecteur des contributions. Il devient sous-préfet de Largentière sous le Consulat.

## Sources
- « Pierre Castilhon », dans Adolphe Robert et Gaston Cougny, Dictionnaire des parlementaires français, Edgar Bourloton, 1889-1891 [détail de l’édition]